# دپش مد
دِپِش مُد یا دِپِچ مُد (به انگلیسی: Depeche Mode) نام گروه موزیک الکترونیک انگلیسی است که در سال ۱۹۸۰ تأسیس شد. اعضای اصلی این گروه دِیّوّ گاهان (خواننده اصلی)، مارتین اِل گور (کیبرد، گیتار، خواننده، نویسنده آهنگ‌ها بعد از سال ۱۹۸۱)، اندرو فلچر (کیبرد) و وینس کلارک (کیبرد، نویسنده ارشد آهنگ‌ها سال ۸۱–۱۹۸۰) است. وینس کلارک پس از انتشار نخستین آلبوم در سال ۱۹۸۱ گروه را ترک کرد و به جای او آلن ویلدر (رهبر کیبرد، تولیدکننده ۱۹۹۵–۱۹۸۲) آمد. از وقتی که ویلدر گروه را ترک کرد، گان، گور و فلچر سه نفری به فعالیت ادامه دادند.
دپش مد یکی از پرطرفدارترین گروه‌های موسیقی بریتانیاست. آن‌ها چهل و پنج آهنگ در جدول تک‌آهنگ‌های بریتانیا و ۱ آلبوم در بریتانیا و ایالات متحده و سراسر کشورهای اروپایی به عنوان بهترین تک آهنگ و آلبوم دارند. گروه دپش مد بیش از ۱۰۰ میلیون آلبوم در سراسر جهان فروخته‌است که با تک‌آهنگ‌های این گروه بیش از ۱۴۰ میلیون می‌شود. دپچ مود موفق‌ترین گروه الکترونیک تاریخ است.

## تاریخ

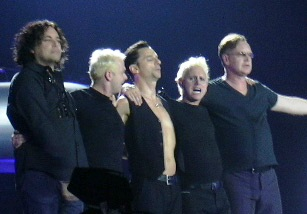
اعضای گروه دپش مد در کنسرتی زنده در بارسلونا، ۲۰۰۶

## تشکیل (۱۹۸۰–۱۹۷۷)
دپش مد در سال ۱۹۷۷ تأسیس شد. وقتی که وینس کلارک و اندرو فلچر تصمیم به تشکیل گروه گرفتند، ابتدا نام گروه No Romance in China بود، همراه با کلارک که خواننده/گیتاریست گروه بود و فلچر که موسیقی باس را اجرا می‌کرد.

## بگو و هجی کن (۱۹۸۱)
هنگامی که گروه فعالیت خود را شروع کرد، گروه به دانیل میلر (یک نوازنده موسیقی الکترونیک و مؤسس "میوت رکوردز") نزدیک شد. او مایل بود برای معروف شدن کمپانی‌اش آهنگ‌های آن‌ها را ضبط کند. در نتیجه، با گروه قرارداد بست و اولین تک‌آهنگ آن‌ها «رؤیای من» نام گرفت که در دسامبر ۱۹۸۰ ضبط شد و در فوریهٔ ۱۹۸۱ منتشر شد. این تک‌آهنگ در جدول تک‌آهنگ‌های بریتانیا رتبهٔ ۵۷ را به دست آورد. این آهنگ گروه را تقویت کرد و دومین تک‌آهنگ آن‌ها «زندگی جدید» نام گرفت. این آهنگ در جدول ۱۱ شد. سه ماه بعد، گروه آهنگ «فقط به اندازهٔ کافی به دست نمی‌آورند» را منتشر کرد. این تک‌آهنگ رتبهٔ ۱۰ و سپس رتبهٔ هشتم را کسب کرد. این تک‌آهنگ راهی را برای پیشرفت باز کرد و موفق شدند اولین آلبومشان را به نام "بگو و هجی کن" در نوامبر ۱۹۸۱ منتشر کنند و به رتبهٔ دهم در جدول آلبوم‌های بریتانیا برسند.

## ترک کلارک، آشفتگی و ملحق شدن به گروه
در مدت پیشرفت آلبوم بگو و هجی کن، کلارک به صورت شخصی شروع به خوانندگی کرد. او بعدها می‌گوید «آنجا برای هیچ کاری زمان کافی نبود». در نوامبر ۱۹۸۱، کلارک اعلام کرد که دپش مد را ترک می‌کند. سپس او به خواننده سبک بلوز السون مویت ملحق شد و بعدها دو نفری همراه اندی بل گروه حذف را تشکیل دادند.
در سال ۱۹۸۱، گروه جایگاهی بی‌نام در «ملودی میکر» داشت و نگاه‌ها به گروه‌ها و خواننده‌های دیگر بود.

## یک قاب شکسته (۱۹۸۲)
در ژانویه ۱۹۸۲، گروه آهنگ «میبینمت» را منتشر کرد که این اولین تک‌آهنگ بدون کلارک بود و در جدول رتبهٔ ششم را به دست آورد. در ژانویهٔ ۱۹۸۲، گروه اولین تور جهانی خود را به نام تور «میبینمت» آغاز کردند. یک ماه بعد دو تک‌آهنگ دیگر به نام «معنی عشق» و «در سکوت روانه شو» را منتشر کردند.
دپش مد کار بر روی دومین آلبوم خود را در ژوئیهٔ ۱۹۸۲ آغاز کرد. دانیل میلر از پریشانی گروه مطلع شد و گفت نیازی به ضبط آلبوم جدید نیست و گروه نمی‌تواند بدون کلارک موفق شود. دومین آلبوم آن‌ها «یک قاب شکسته بود» که با همهٔ مشکلات در ماه سپتامبر منتشر شد. در اکتبر ۱۹۸۲ آن‌ها دومین تور خود را به نام «تور قاب شکسته» شروع کردند.

## دوباره، زمانِ ساختن (۱۹۸۳)
یک تک‌آهنگ که در آلبوم گذاشته نشده بود به نام «تعادل را برقرار کن!» در ژانویهٔ ۱۹۸۳ منتشر شد و ویلدر اولین همکاری اش را با گروه آغاز کرد.
برای سومین صفحه سی و سه دور گروه آلبوم «دوباره، زمانِ ساختن»، دپش مد همراه تولیدکننده گرف جانز کارشان را آغاز کردند. اولین تک‌آهنگ این آلبوم «همه چیز به حساب می‌آید» بود که به مکان ششم در جدول تک‌آهنگ‌های بریتانیا راه یافت. همچنین در ایرلند، آفریقای جنوبی، سویس، سودان و غرب آلمان مکان ۳۰ را به دست آورد. ویلدر نیز در نوشتن متن آهنگ‌ها شرکت کرد.

## پاداشی عظیم (۱۹۸۴)
در آن سال‌ها، دپش مد در بریتانیا، اروپا، و استرالیا به موفقیت بزرگی دست یافت؛ گر چه این تغییر در مارس ۱۹۸۴، وقتی که آن‌ها تک‌آهنگ «مردم مردم اند» را منتشر کرد ادامه داشت. این تک‌آهنگ به رده ۲ در ایرلند و ۴ در بریتانیا صعود کرد و در سوییس هم به مکان اول راه یافت؛ ولی در آمریکا در سال ۱۹۸۵ سیزدهم شد. کمپانی سایر رکوردز که مسئول فروش در آمریکای شمالی بود آلبوم را به نام دیگری منتشر کرد. در سپتامبر ۱۹۸۴ آلبوم «پاداشی عظیم» منتشر شد. این آلبوم نیز به جدول ایالات متحده راه یافت و در اروپا جزو ۱۰ آلبوم برتر شد.
در سال ۱۹۸۵، میوت رکوردز تک‌آهنگ‌های گروه را جمع‌آوری کرد و آلبومی به نام تک‌آهنگ‌های ۸۱>۸۵ منتشر کرد که دو تک‌آهنگ جدید این گروه به نام «شَرِّ بیماری را بکن» و «بهش می گن دل» در این آلبوم وجود داشتند.

## جشن سیاه (۱۹۸۶)
در سال ۱۹۸۶ دپش مد با تغییرات اساسی وارد شد و پانزدهمین تک‌آهنگشان را به نام «برهنه» را منتشر کردند و این آهنگ همراه آلبوم جشن سیاه بود.

## موسیقی برای توده‌ها (۱۹۸۷)
آلبوم «موسیقی برای توده‌ها» تغییر بیشتری در روش کار گروه ایجاد کرد. در این زمان، سه تک‌آهنگ ناامیدکننده به نام «عشق بیگانه»، «رومو دیگه هرگز زمین نزن» و «پشت فرمان» در بریتانیای کبیر منتشر کردند.

## ۱۰۱ (۱۹۸۸)
پس از شکست آلبوم «موسیقی برای توده‌ها»، گروه توری جهانی را در سال ۸۸–۱۹۸۷ اجرا کرد. این تور در ۱۸ ژوئن ۱۹۸۸ به اوج خود رسید. این کنسرت در پاسادنای کالیفرنیا و در استودیو رز بول انجام شد. پیشرفت این تور بی‌سابقه بود و موفقیت بزرگی در ایالات متحده به دست آورد که در مستند ۱۰۱ ثبت شد - این مستند حاوی فیلم این کنسرت همراه با ساندترک آلبوم بود.
متجاوز (۱۹۹۰)

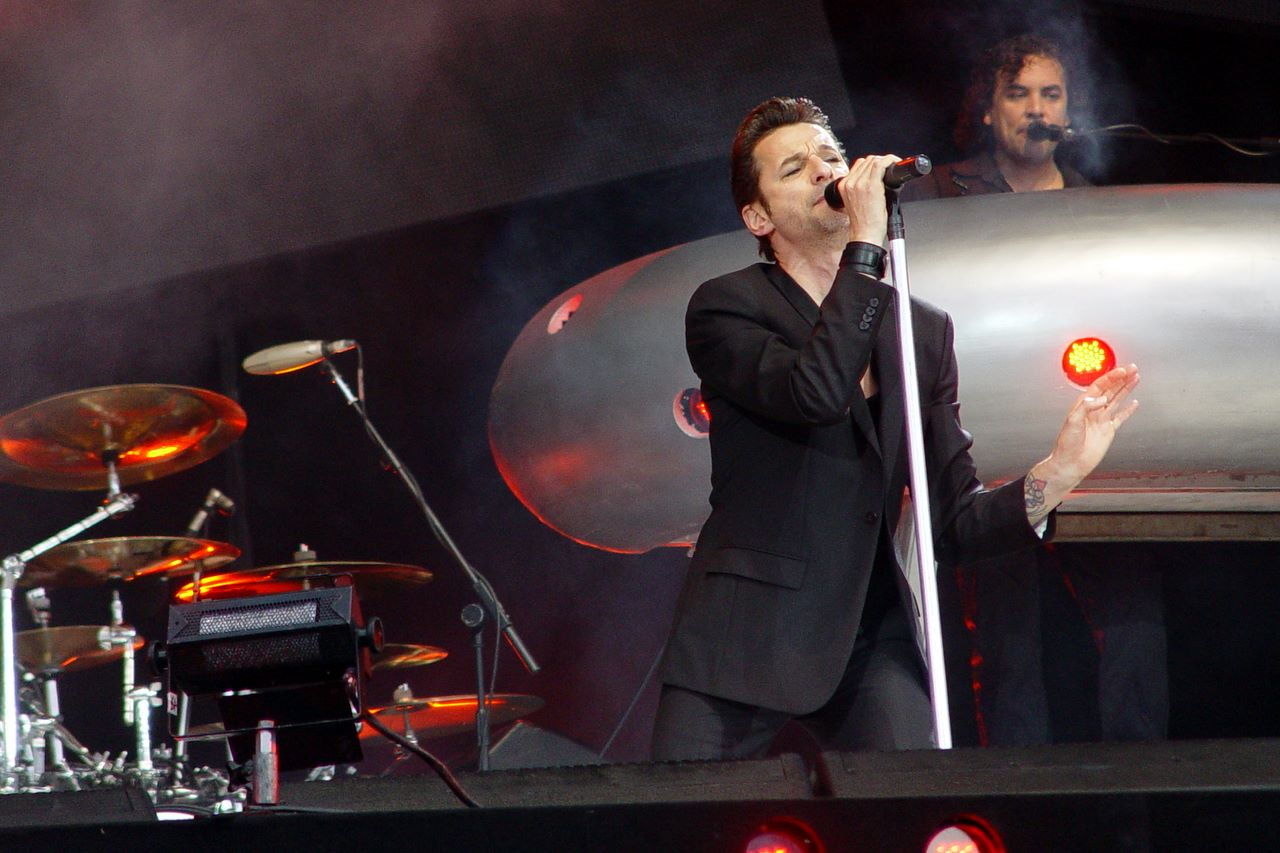
دِیّوّ گان خواننده گروه در سال ۲۰۰۶

اواسط سال ۱۹۸۹، گروه شروع به ضبط آلبومی در میلان به همراه تولید کنندهٔ «فلاد» و مهندسی فرانسوآ کورکیان کرد. نخستین نتیجهٔ این آلبوم، تک‌آهنگی به نام «عیسای شخصی» بود. این آهنگ در مکان ۱۳ در جدول تک‌آهنگ‌های بریتانیا جا گرفت. در ایالات متحده اولین تک‌آهنگ طلایی و در جدول ۴۰ تک‌آهنگ برتر شد.
در ژانویه ۱۹۹۰، تک‌آهنگ «از سکوت لذت ببر» منتشر شد که یک موفقیت بزرگ برای دپش مد محسوب می‌شد و توانست رتبه ششم را در بریتانیا کسب کند. آلبوم متجاوز توانست موفقیت بزرگی برای گروه ایجاد کند. سرانجام تور جهانی آن‌ها به نام «تور جهانی متجاوز» موفقیت دیگری برای شان به وجود آورد و ۴۰٬۰۰۰ بلیت در ۸ ساعت در نیویورک فروخته شد و ۴۸٬۰۰۰ بلیت هم در لس آنجلس، داجر استادیوم فروخته شد. دو تک‌آهنگ دیگر هم به نام «خط مشیِ راستی» و «جهان در چشمان من» در آلبوم گذاشته شد که در بریتانیا و ایالات متحده موفقیت خوبی داشت.

## ترانه‌هایی از ایمان و اخلاص (۱۹۹۳)
در سال ۱۹۹۳ آلبوم «ترانه‌هایی از ایمان و اخلاص» منتشر شد که در آن صدای سنگین گیتار الکترونیک، کیبرد، و طبل بود. این آلبوم به رتبه اول در بریتانیا و ایالات متحده دست یافت که در این آلبوم تک‌آهنگ «احساست می‌کنم» هم بود. در این مدت، دیو گان به هروئین معتاد شد و روی رفتار او تأثیر گذاشت.

## جداشدن الن وایلدر از گروه (۱۹۹۵)
در ژوئن سال ۱۹۹۵، الن وایلدر اعلام کرد که دپش مد را ترک می‌کند. او دربارهٔ این موضوع توضیح داد:
«از وقتی که در سال ۱۹۸۲ به این گروه ملحق شدم، پیوسته تلاش کردم تمام انرژی ام را صرف گروه کنم و با قدرت تلاش کردم تا گروه را به موفقیت برسانم و مقداری از کارم را هم به خوبی انجام دادم. از این تصمیم هم راضی هستم.»
او کارش را به صورت یک پروژه شخصی آغاز کرد و به گروه رکویل پیوست. همچنین حال روحی دیو گان به شدت رو به وخامت می‌رفت.

## ماورا (۱۹۹۷)
دیو گان مورد آزمایش قرار گرفت و دوباره به گروه بازگشت. در اواسط سال ۱۹۹۶، گان داروهای توانبخشی مصرف کرد و با مشکل اعتیاد به هروئین مبارزه می‌کرد. در سال بعد، آلبوم «ماورا» منتشر شد و دو تک‌آهنگ به نام «لولهٔ یک تفنگ» و «این اصلاً خوب نیست» نیز منتشر شدند. این آلبوم در بریتانیا اول و در ایالات متحده پنجم شد. آهنگ‌های «خانه» و «بی فایده» نیز همراه آلبوم منتشر شدند.
دومین آلبومی که از جمع‌آوری تک‌آهنگ‌ها ساخته شده بود نیز به نام «(تک آهنگ‌ها (۸۶–۹۸» در سال ۱۹۹۸ منتشر شد. تور آلبوم ماورا چهار ماه طول کشید.
محرک (۲۰۰۱)

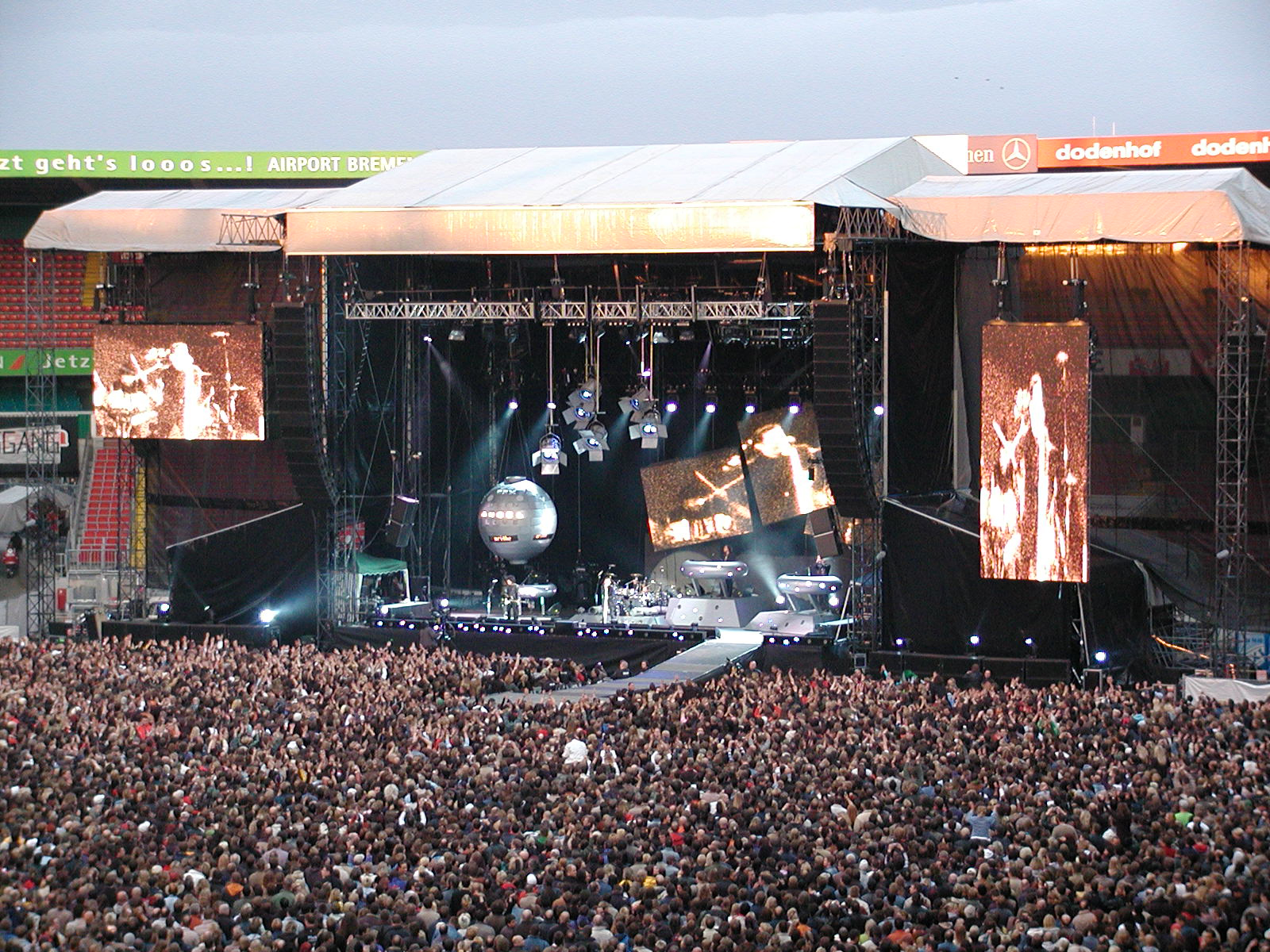
کنسرت دپش مد در برمن آلمان درسال ۲۰۰۶ (تور فرشته)

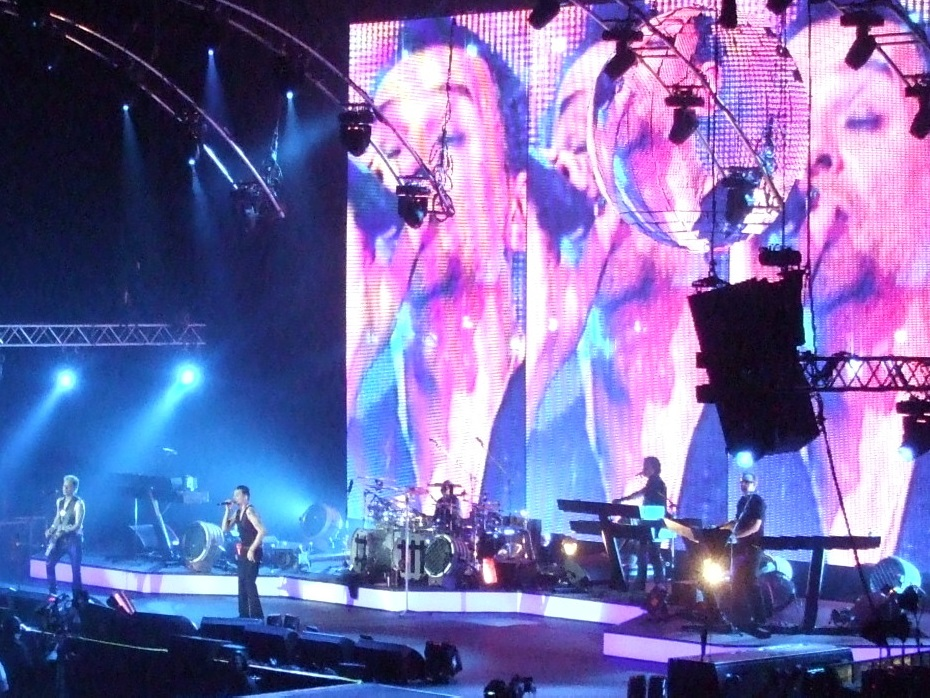
کنسرت دپش مد در لندن در دسامبر ۲۰۰۹ (تور جهان)

در سال ۲۰۰۱، دپش مد آلبوم «محرک» را منتشر کرد که تولید کنندهٔ این آلبوم مارک بل بود. این آلبوم در بریتانیا و ایالات متحده موفقیت چشمگیری کسب کرد. «به رؤیات ادامه بده»، «عشقتو احساس می‌کنم»، «عشق آزاد» و «عاشقانی برای یک شب» تک‌آهنگ‌هایی بودند که در سال‌های ۲۰۰۲ و ۲۰۰۱ منتشر شدند.
فرشته را بازی کردن (۲۰۰۵)
در ۱۷ اکتبر ۲۰۰۵، این گروه یازدهمین آلبومشان را به نام «فرشته را بازی کردن» منتشر کردند. تولید کنندهٔ این آلبوم بن هیلر بود. اولین تک‌آهنگ این آلبوم با نام «گرانبها» منتشر شد. این تک‌آهنگ در بریتانیا چهارم شد. ویدیوی رسمی این تک‌آهنگ در ۱۲ سپتامبر در سایت http://www.depechemode.com برای تماشا گذاشته شد. دومین تک‌آهنگ به نام «دردی که بهش عادت دارم» در ۱۲ دسامبر منتشر شد و سومین تک‌آهنگ هم به نام «خوب تحمل کن» منتشر شد. تور فرشته نیز در سال ۲۰۰۶ آغاز شد.
در ۲۵ سپتامبر ۲۰۰۶ دی وی دی - سی دی خود را به نام «تور فرشته: در میلان» منتشر کرد.

## صداهای جهان (۲۰۰۹)
در اوت ۲۰۰۷، در اوج پیشرفت، دیو گان دومین آلبوم انفرادی خود را به نام «ساعت شنی» عرضه کرد. دپش مد خبر آلبوم جدید خود را داد. همچنین در این مدت دپش مد تور جهانی به نام «توری از جهان» را اجرا می‌کند.
در ۱۵ ژانویه ۲۰۰۹ سایت رسمی دپش مد اسم آلبوم جدید را «صداهای جهان» نام داد. این آلبوم در ۲۰ آوریل ۲۰۰۹ در جهان و ۲۱ آوریل در ایالات متحده منتشر شد.
«غلط» اولین تک‌آهنگ این آلبوم بود که در ۲۱ فوریه ۲۰۰۹ منتشر شد.
«صلح» دومین تک‌آهنگ این آلبوم بود که در ۱۵ ژوئن ۲۰۰۹ منتشر شد.

## نوازنده اجراهای زنده
- پیتر گوردینو - کیبرد، باس الکتریکی و گیتار الیکتریکی (۱۹۹۸ تا اکنون)
- کریستین ایگنر - وابسته به نوشتن متن آهنگ‌ها و طبل زن (۱۹۹۷ تا اکنون)
- جردن بیلی - همراه صدای خواننده (۱۹۹۸ تا ۲۰۰۱)
- هالیدیا کمپبل - همراه صدای خواننده (۱۹۹۳ تا ۱۹۹۴)
- سامانتا اسمیت - همراه صدای خواننده (۱۹۹۳ تا ۱۹۹۴)
- داریل بمنت - کیبرد (۱۹۹۴)
- دیو کلیتن - کیبرد (۱۹۹۷)
- جانت راموس - همراه صدای خواننده (۱۹۹۸)
- جرجا لویز - همراه صدای خواننده (۲۰۰۱)

## فهرست آلبوم‌های استودیویی
- بگو و هجّی کن (۱۹۸۱) Speak & Spell
- یک قاب شکسته (۱۹۸۲) A Broken Frame
- دوباره، زمانِ ساختن (۱۹۸۳) Construction Time Again
- پاداشی عظیم (۱۹۸۴) Some Great Reward
- جشن سیاه (۱۹۸۶) Black Celebration
- موسیقی برای توده‌ها (۱۹۸۷) Music for the Masses
- متجاوز (۱۹۹۰) Violator
- ترانه‌هایی از ایمان و اخلاص (۱۹۹۳) Songs of Faith and Devotion
- ماورا (۱۹۹۷) Ultra
- محرک (۲۰۰۱) Exciter
- فرشته را بازی کردن (۲۰۰۵) Playing the Angel
- صداهای جهان (۲۰۰۹) Sounds of the Universe
- دلتا ماشین (۲۰۱۲) Delta Machine
- روح (۲۰۱۷) Spirit
- ممنتو موری Memento mori (۲۰۲۳)